# Saut à la perche masculin aux championnats du monde d'athlétisme 2001
Navigation
Séville 1999 Paris 2003
L'épreuve de saut à la perche masculin des championnats du monde d'athlétisme de 2001 s'est déroulée les 7 et 9 août de la même année au Stade du Commonwealth d'Edmonton (Canada).
Elle est remportée par l'Australien Dmitri Markov , médaillé d'argent de l'édition précédente, qui y dépasse de 3 centimètres les 6,02 mètres du vainqueur d'alors ; tandis que le médaillé de bronze de 1999, l'Israélien Aleksandr Averbukh, se hisse cette fois 2e en augmentant sa propre hauteur de 5 cm, au même niveau que les 3e, 4e et le Français Romain Mesnil 5e.

## Résultats

### Finale
| Rang               | Athlète             | Pays       | Essais | Essais | Essais | Essais | Essais | Essais | Essais | Essais | Marque | Notes |
| Rang               | Athlète             | Pays       | 5.50m  | 5.65m  | 5.75m  | 5.85m  | 5.90m  | 5.95m  | 6.05m  | 6.10m  | Marque | Notes |
| ------------------ | ------------------- | ---------- | ------ | ------ | ------ | ------ | ------ | ------ | ------ | ------ | ------ | ----- |
| Médaille d'or      | Dmitri Markov       | Australie  | -      | -      | xxo    | -      | o      | o      | xo     | 3 x    | 6.05 m | CR    |
| Médaille d'argent  | Aleksandr Averbukh  | Israël     | -      | xo     | o      | o      | x-     | xx     |        |        | 5.85 m |       |
| Médaille de bronze | Nick Hysong         | États-Unis | -      | o      | o      | xo     | 3 x    |        |        |        | 5.85 m | SB    |
| 4                  | Michael Stolle      | Allemagne  | xxo    | o      | o      | xo     | 3 x    |        |        |        | 5.85 m | SB    |
| 5                  | Romain Mesnil       | France     | -      | xxo    | o      | xxo    | 3 x    |        |        |        | 5.85 m |       |
| 6                  | Christian Tamminga  | Pays-Bas   | o      | o      | o      | 3 x    |        |        |        |        | 5.75 m | SB    |
| 6                  | Richard Spiegelburg | Allemagne  | o      | o      | o      | 3 x    |        |        |        |        | 5.75 m |       |
| 8                  | Adam Kolasa         | Pologne    | xo     | o      | o      | 3 x    |        |        |        |        | 5.75 m | PB    |
| 9                  | Timothy Mack        | États-Unis | o      | xxo    | o      | 3 x    |        |        |        |        | 5.75 m |       |
| 10                 | Viktor Chistiakov   | Australie  | xxo    | xo     | xo     | 3 x    |        |        |        |        | 5.75 m |       |
| 11                 | Danny Ecker         | Allemagne  | -      | o      | -      | 3 x    |        |        |        |        | 5.65 m |       |
| 12                 | Martin Eriksson     | Suède      | xo     | 3 x    |        |        |        |        |        |        | 5.50 m |       |
| —                  | Rens Blom           | Pays-Bas   | 3 x    |        |        |        |        |        |        |        | NM     |       |

### Légende
Records et Performances
- AR : Record continental (area record)
- CR : Record des championnats (championship record)
- MR : Record du meeting (meet record)
- NR : Record national (national record)
- OR : Record olympique (olympic record)
- PR : Record paralympique (paralympic record)
- PB : Record personnel (personal best)
- SB : Meilleure performance personnelle de la saison (season's best)
- WL : Meilleure performance mondiale de l'année (world leader)
- WJR : Record du monde junior (world junior record)
- WR : Record du monde (world record)

Circonstances et Conditions
- DNF : N'a pas terminé (did not finish)
- DNS : N'a pas pris le départ (did not start)
- DQ : Disqualification (disqualification)
- NM : Aucun essai valable enregistré (No Mark)
- Q : Qualifié « directement » au prochain tour (ou à la prochaine compétition), lors d'une compétition majeure, grâce au classement ou à la réalisation des minima (automatic qualifier)
- q : Qualifié au prochain tour (ou à la prochaine compétition), lors d'une compétition majeure, grâce au repêchage ou à la réalisation de l'une des meilleures performances parmi celles des « non qualifiés directement » (grâce au meilleur temps ou à la meilleure distance par exemple) (secondary qualifier)